# WorldBox

WorldBox — це гра-пісочниця, яка була випущена в 2012 році російським інді-розробником ігор Максимом Карпенко. Гра дозволяє використовувати різні елементи для створення, зміни та руйнування віртуальних світів.
Головною особливістю гри є можливість створювати та руйнувати світи, використовуючи божественні інструменти, відомі як «Божі сили», надані в грі. Вони поділяються на кілька груп: створення світу, цивілізації, істоти, природа та катастрофи, сили руйнування та інші сили.
І навпаки, гра також дозволяє руйнувати світи, починаючи від вибухових речовин і закінчуючутворюють поселення і королівство які можуть розвиватися, завойовувати нові землі, укладати союзи, , такими як землетруси. Популяція також може бути зменшена за допомогою ворожих сутностей, хвороб тощо 

## Розробка
Карпенко почав працювати над грою ще в 2011 році, і в тому ж році опублікував перший прототип на Flash. У 2012 році він випустив його на Newgrounds. Версія Newgrounds все ще доступна, але її неможливо відтворити через припинення підтримки Adobe Flash.
Він продовжував працювати над грою протягом кількох років і випустив її для IOS у грудні 2018 року, а версія для Android з’явилася на початку лютого 2019 року. Він продовжив роботу над грою та випустив її для ПК у жовтні 2019 року 
Версія Steam з’явиться лише через 2 роки, у грудні 2021 року.
На початку березня 2022 року він заявив, що відкладе наступне оновлення контенту для гри через "поточні події у світі".  Він випустив наступне оновлення вмісту (0.14 Everythingbox) через 2 місяці, у травні 2022 року.
Наступне велике оновлення (0.21 MegaBox) вийшло лише 12 березня 2023. І останній на січень 2025 велике оновлення (0.22 Memorybox) було випущено 5 червня 2023. Але розробники неодноразово заявляли про те що розробляють наступну версію 0.23.

## Прийняття
Станом на 27 листопада 2022 року WorldBox має понад 14 000 відгуків у Steam, 94% із них позитивні, що дає грі оцінку «Дуже позитивно».
Хоча гра не має оцінки критиків Metacritic, її оцінка користувачів становить 8,4/10, хоча й лише 21 оцінка.
Грем Сміт із Rock Paper Shotgun писав: «Я б, мабуть, наситився WorldBox приблизно через 4 години, але це були щасливі чотири години».
Джозеф Нооп із PC Gamer написав: «Це смішно, як багато чого спільного у WorldBox із великими стратегічними іграми, незважаючи на те, що вона не представляє гравцеві кінцевої мети та майже завжди закінчується ядерною бомбою, яка вбиває нудьгу. Спостерігати, як кордони королівства розтягуються, зсуваються й раптово зникають, лоскоче частину мого мозку, яка справді любить, щоб її лоскотали. Враховуючи, що WorldBox незабаром стане грою з дочасним доступом у Steam, я з нетерпінням чекаю, які інші маніакальні інструменти додадуть до коробки іграшок. " 

## Скандал із плагіатом 2020 року
У листопаді 2020 року Максим повідомив, що підставна компанія, відома як Stavrio LTD, скопіювала WorldBox після того, як він відмовився дозволити їм придбати його на конференції DevGAMM минулого року та спробував закріпити назву торговою маркою. Це призвело до того, що Максим спробував змусити Google Play вжити заходів проти компанії, створивши хештег " #saveworldbox ".

## Зовнішні посилання
- Офіційний веб-сайт